# Rose Valley, Pennsylvania
Rose Valley är en ort i Delaware County i delstaten Pennsylvania, USA.